# البطولة الوطنية المجرية 1955
البطولة الوطنية المجرية 1955 (بالمجرية: 1955-ös magyar labdarúgó-bajnokság)‏ هو الموسم 53 من  البطولة الوطنية المجرية. أشرف على تنظيمه اتحاد المجر لكرة القدم، وكان عدد الأندية المشاركة فيه  14، وفاز فيه نادي بودابست هونفيد.